# Overly
Overly – miasto w Stanach Zjednoczonych, w stanie Dakota Północna, w hrabstwie Bottineau.